# Promachus
Ne doit pas être confondu avec Promaque.
Genre
Promachus est un genre de mouches de la famille des Asilidae,,.

## Systématique
Le genre Promachus a été créé en 1848 par l'entomologiste allemand Hermann Loew (1807-1879).

## Liste d'espèces
Selon BioLib (11 juin 2022) :
- Promachus abdominalis Ricardo, 1920
- Promachus aberrans Paramonov, 1931
- Promachus absterrens Oldroyd, 1960
- Promachus acuminatus (Hobby, 1936)
- Promachus adamsii Ricardo, 1920
- Promachus addens (Walker, 1861)
- Promachus aedithus (Walker, 1849)
- Promachus aegyptiacus Efflatoun, 1929
- Promachus aequalis Loew, 1858
- Promachus albicauda Wulp, 1872
- Promachus albicinctus Ricardo, 1900
- Promachus albifacies Williston, 1885
- Promachus albitarsatus (Macquart, 1834)
- Promachus albopilosus (Macquart, 1855)
- Promachus aldrichii Hine, 1911
- Promachus amastrus (Walker, 1849)
- Promachus amorges (Walker, 1849)
- Promachus anceps Osten Sacken, 1887
- Promachus anicius (Walker, 1849)
- Promachus annularis (Fabricius, 1805)
- Promachus apicalis Adams, 1905
- Promachus apivorus (Walker, 1860)
- Promachus argentipennis Efflatoun, 1929
- Promachus argentipes (Meijere, 1913)
- Promachus argyropus Bezzi, 1906
- Promachus ater (Coquillett, 1899)
- Promachus atrox Bromley, 1940
- Promachus aurulans Lindner, 1955
- Promachus barbatus (Doleschall, 1857)
- Promachus bastardii (Macquart, 1838)
- Promachus beesoni (Ricardo, 1921)
- Promachus bellardii Martin, 1965
- Promachus bifasciatus (Macquart, 1838)
- Promachus binghamensis (Ricardo, 1921)
- Promachus binucleatus Bezzi, 1908
- Promachus bomensis Curran, 1927
- Promachus bottegoi Corti, 1895
- Promachus brevipennis Ricardo, 1920
- Promachus breviusculus Walker, 1855
- Promachus breviventris Ricardo, 1920
- Promachus caffer (Macquart, 1846)
- Promachus calanus (Walker, 1851)
- Promachus calcaratus (Hobby, 1936)
- Promachus calorificus (Walker, 1859)
- Promachus canus (Wiedemann, 1818)
- Promachus captans (Walker, 1851)
- Promachus carpenteri (Hobby, 1936)
- Promachus ceylanicus (Macquart, 1838)
- Promachus chalcops Speiser, 1910
- Promachus chinensis (Ricardo, 1920)
- Promachus cinctus Bellardi, 1861
- Promachus cinereus Ricardo, 1925
- Promachus clausus (Macquart, 1846)
- Promachus clavigerus Bromley, 1931
- Promachus complens (Walker, 1861)
- Promachus condanguineus (Macquart, 1838)
- Promachus conradti (Hobby, 1936)
- Promachus consanguineus (Macquart, 1838)
- Promachus contractus (Walker, 1851)
- Promachus contradicens (Walker, 1858)
- Promachus cornutus (Hobby, 1936)
- Promachus cothurnatus (Bigot, 1849)
- Promachus crassifemoratus (Hobby, 1936)
- Promachus cristatus Oldroyd, 1960
- Promachus cypricus (Rondani, 1856)
- Promachus desmopygus (Meijere, 1914)
- Promachus dimidiatus Curran, 1927
- Promachus djanetianus (Séguy, 1938)
- Promachus doddi (Ricardo, 1913)
- Promachus duvaucelii (Macquart, 1838)
- Promachus entebbensis (Hobby, 1936)
- Promachus enucleatus Karsch, 1888
- Promachus erythrosceles (Hobby, 1936)
- Promachus fasciatus (Fabricius, 1775)
- Promachus felinus (Wulp, 1872)
- Promachus fitchii Osten Sacken, 1878
- Promachus flavifasciatus (Macquart, 1838)
- Promachus flavopilosus Ricardo, 1920
- Promachus floccosus Kirby, 1884
- Promachus forcipatus (Schiner, 1868)
- Promachus forfex Osten Sacken, 1887
- Promachus formosanus (Matsumura, 1916)
- Promachus fraterculus (Walker, 1855)
- Promachus fulvipes (Macquart, 1838)
- Promachus fulviventris (Becker, 1925)
- Promachus fuscifemoratus Joseph & Parui, 1981
- Promachus fuscipennis (Macquart, 1846)
- Promachus fusiformis (Walker, 1856)
- Promachus genitalis Joseph & Parui, 1987
- Promachus ghumtiensis (Bromley, 1935)
- Promachus giganteus Hine, 1911
- Promachus gomerae Frey, 1937
- Promachus gossypiatus Speiser, 1910
- Promachus gracilis (Macquart, 1838)
- Promachus graeffi Schmeltz, 1866
- Promachus grandis (Macquart, 1838)
- Promachus griseiventris Becker, 1913
- Promachus guineensis (Wiedemann, 1824)
- Promachus hastatus (Hobby, 1936)
- Promachus heteropterus (Macquart, 1838)
- Promachus hinei Bromley, 1931
- Promachus hirsutus Ricardo, 1925
- Promachus hirtiventris (Macquart, 1850)
- Promachus horishanus (Matsumura, 1916)
- Promachus horni Bromley, 1935
- Promachus hypocaustus (Oldroyd, 1972)
- Promachus hypoleucochaeta (Bezzi, 1908)
- Promachus incisuralis (Macquart, 1838)
- Promachus indicus (Joseph & Parui, 1997)
- Promachus indigenus (Becker, 1925)
- Promachus inornatus Wulp, 1872
- Promachus jabalpurensis (Joseph & Parui, 1997)
- Promachus knutsoni (Joseph & Parui, 1997)
- Promachus laciniosus (Becker, 1907)
- Promachus lateralis (Walker, 1860)
- Promachus latitarsatus (Macquart, 1839)
- Promachus lehri (Joseph & Parui, 1997)
- Promachus lemur Bromley, 1931
- Promachus leoninus Loew, 1848
- Promachus leontochlaenus Loew, 1871
- Promachus leucopareus (Wulp, 1872)
- Promachus leucopygus (Walker, 1857)
- Promachus leucotrichodes (Bigot, 1892)
- Promachus lineosus (Walker, 1857)
- Promachus macquartii (Rondani, 1848)
- Promachus maculatus (Fabricius, 1775)
- Promachus maculosus (Macquart, 1834)
- Promachus madagascarensis Bromley, 1942
- Promachus magnus Bellardi, 1861
- Promachus manilliensis (Macquart, 1838)
- Promachus marcii (Macquart, 1838)
- Promachus mediospinosus Speiser, 1913
- Promachus melampygus (Wulp, 1872)
- Promachus mesacanthus (Hobby, 1936)
- Promachus mesorrhachis (Hobby, 1936)
- Promachus metoxus (Oldroyd, 1939)
- Promachus microlabis Loew, 1857
- Promachus minusculus Hine, 1911
- Promachus mitescens (Walker, 1851)
- Promachus mixtus (Hobby, 1936)
- Promachus mustela Loew, 1854
- Promachus neavei (Hobby, 1936)
- Promachus negligens Adams, 1905
- Promachus nicobarensis (Schiner, 1868)
- Promachus nigrialbus Martin in Martin & Papavero, 1970
- Promachus nigribarbatus (Becker, 1925)
- Promachus nigripes Hine, 1911
- Promachus nigropennipes Hobby, 1933
- Promachus nigropilosus Schaeffer, 1916
- Promachus niveicinctus (Hobby, 1936)
- Promachus nobilis Osten Sacken, 1887
- Promachus noninterponens (Ricardo, 1920)
- Promachus noscibilis (Austen, 1915)
- Promachus nussus (Oldroyd, 1972)
- Promachus obscuripes Ricardo, 1920
- Promachus obscurus (Joseph & Parui, 1997)
- Promachus oceanius Kocak & Kemal, 2008
- Promachus oklahomensis Pritchard, 1935
- Promachus opacus (Becker, 1925)
- Promachus orientalis (Macquart, 1838)
- Promachus ovatus Martin, 1967
- Promachus painteri Bromley, 1934
- Promachus pallidus (Ricardo, 1921)
- Promachus pallipennis (Macquart, 1855)
- Promachus palmensis Frey, 1937
- Promachus parvus Bromley, 1931
- Promachus paucinervis Zhang, Sun & Zhang, 1994
- Promachus perfectus (Walker, 1851)
- Promachus perpusilla (Walker, 1851)
- Promachus philipinus (Ricardo, 1920)
- Promachus pictus (Meigen, 1820)
- Promachus plutonicus (Walker, 1861)
- Promachus poetinus (Walker, 1849)
- Promachus pontifex Karsch, 1888
- Promachus princeps Williston, 1885
- Promachus procerus Tomasovic, 2013
- Promachus productus (Walker, 1851)
- Promachus promiscuus (Hobby, 1936)
- Promachus pseudocontractus (Joseph & Parui, 1997)
- Promachus pseudomaculatus (Ricardo, 1920)
- Promachus pulchellus Bellardi, 1861
- Promachus quadratus (Wiedemann, 1821)
- Promachus quatuorlineatus (Macquart, 1838)
- Promachus ramakrishnai (Bromley, 1939)
- Promachus rapax Gerstaecker, 1871
- Promachus raptor Austen, 1915
- Promachus rectangularis Loew, 1854
- Promachus rex Karsch, 1888
- Promachus robertii (Macquart, 1838)
- Promachus rondanii Oldroyd, 1975
- Promachus rubripes (Macquart, 1834)
- Promachus rueppelli Loew, 1854
- Promachus rufescens Ricardo, 1920
- Promachus rufibarbis (Macquart, 1848)
- Promachus rufihumeralis Hobby, 1933
- Promachus rufimystaceus (Macquart, 1849)
- Promachus rufipes (Fabricius, 1775)
- Promachus rufoangulatus (Macquart, 1838)
- Promachus rufotibialis (Hobby, 1936)
- Promachus sackeni Hine, 1911
- Promachus scalaris Loew, 1858
- Promachus scotti (Oldroyd, 1940)
- Promachus scutellatus (Macquart, 1834)
- Promachus senegalensis (Macquart, 1838)
- Promachus simpsoni Ricardo, 1920
- Promachus sinaiticus (Efflatoun, 1934)
- Promachus smithi (Parui & Joseph, 1994)
- Promachus snowi (Hobby, 1940)
- Promachus sokotrae Ricardo, 1903
- Promachus speiseri (Hobby, 1936)
- Promachus spissibarbis (Macquart, 1846)
- Promachus subsitula (Walker, 1851)
- Promachus subtilis Bromley, 1935
- Promachus superfluus (Oldroyd, 1972)
- Promachus tasmanensis (Macquart, 1847)
- Promachus testacipes (Macquart, 1855)
- Promachus tewfiki Efflatoun, 1929
- Promachus texanus Bromley, 1934
- Promachus titan (Carrera, 1959)
- Promachus transactus (Walker, 1864)
- Promachus transvaalensis Hobby, 1933
- Promachus trichonotus (Wiedemann, 1828)
- Promachus trichozonus Loew, 1858
- Promachus triflagellatus (Frey, 1923)
- Promachus tristis (Bigot, 1892)
- Promachus truquii Bellardi, 1861
- Promachus turinus (Walker, 1849)
- Promachus ugandiensis Ricardo, 1920
- Promachus varipes (Macquart, 1838)
- Promachus venatrix (Hobby, 1936)
- Promachus venustus Carrera & Andretta, 1950
- Promachus versicolor (Hobby, 1936)
- Promachus vertebratus (Say, 1823)
- Promachus vexator Becker, 1908
- Promachus viridiventris (Macquart, 1855)
- Promachus westermannii (Macquart, 1838)
- Promachus wiedemanni Schiner, 1867
- Promachus wollastoni (Hobby, 1936)
- Promachus xanthostoma (Wulp, 1872)
- Promachus xanthotrichus Bezzi, 1908
- Promachus yepezi (Carrera & Machado-Allison, 1963)
- Promachus yerburiensis Ricardo, 1920
- Promachus yesonicus (Bigot, 1887)
- Promachus zenkeri (Hobby, 1936)